# Asteropeia
Asteropeia là một họ thực vật hạt kín. Họ này ít được các nhà phân loại học công nhận.
Hệ thống APG III năm 2009 (không đổi so với hệ thống APG II năm 2003 và hệ thống APG năm 1998) công nhận họ này và đặt nó trong bộ Caryophyllales của nhánh core eudicots. Họ này khi được công nhận chỉ chứa 1 chi: Asteropeia, bao gồm khoảng 7-8 loài cây gỗ hay cây bụi thường xanh sống ở Madagascar. Họ Asteropeiaceae trước đây thường đặt trong họ Theaceae hay trong bộ Theales (Cronquist 1981; Takhtadjan 1997), nhưng chúng rất khác biệt về giải phẫu gỗ (Baretta-Kuipers 1976); các hoa tia xếp thành một dãy. Các loài trong họ Asteropeiaceae có thể nhận ra nhờ các lá có cuống ngắn, phiến lá nguyên, không lá kèm và có gân lá khá không rõ ràng. Các hoa lưỡng tính, nhỏ mọc thành chùy hoa đầu cành, quả nang không nứt, chứa 2-50 hạt, đài hoa đồng phát triển và trải rộng.
Theo website của APG thì họ này tạo thành một nhánh với họ Physenaceae (cũng sống tại Madagascar).